# 巧克力波斯菊
《巧克力波斯菊》（日語：チョコレートコスモス）是日本漫畫家春田菜菜的日本漫畫作品。於集英社漫畫雜誌《Ribon》2007年9月號至2008年11月號期間進行連載。單行本全4卷。

## 劇情簡介
憧憬戲劇性的戀愛情節的高中生櫻井紗雪，隔壁的男孩邀她去約會、受每天早上搭同一班電車的學長幫助、在櫥櫃裡收到情書，還是在下雨天借雨傘給她的男孩，這些全都沒有。
因為她凶狠的眼神，總是把男生嚇得遠遠的，進高中後總是沒有對象。終於在暑假，在海邊遇見令她一見鍾情「同高中」的帥哥。不過那個人……萩原克彌，雖然的確同一個學校，但他不是學生而是教師。對討厭教師的紗雪來說，師生戀是難以跨越的一道關卡……

## 登場人物
櫻井 紗雪
1月17日生，總是憧憬像少女漫畫一樣遇到喜歡的對象的16歲高中生，但是兇惡的眼神讓男生遠離，對於戀愛……完全不可能。討厭上課（特別是英語）和老師，但是喜歡身為教師的克彌。
萩原 克彌
11月28日生，O型，專長烹飪，喜歡散步，是紗雪高中的家政老師，在海邊遇到的「極品帥哥」。外表怎麼看起來就不像老師，看起來比實際年齡小了很多歲，不嚴肅而且開朗的性格，在學生間也很受歡迎。不是很喜歡自己的娃娃臉。喜歡個性「強」的女生。
武藤 悠士
5月5日生，紗雪從小到大的玩伴，個性不好，一副喜歡紗雪的樣子，但其實常常惹紗雪生氣。
原田 栞
有著冷酷的樣子，喜歡看書，偶爾會意外地說出惡毒的話。手上拿的書，有時封面會呈現內心的想法。
野村 美奈
栞的朋友，性格開朗，喜歡「帥哥」。常常幫助紗雪。
梶 高行
悠士的帥哥朋友。
香住 和華
酷酷的女老師，有點忌妒荻原克彌那麼的受歡迎。

## 出版書籍
| 卷數 | 集英社         | 集英社                 | 尖端出版社     | 尖端出版社           |
| 卷數 | 發售日期       | ISBN                   | 發售日期       | EAN                  |
| ---- | -------------- | ---------------------- | -------------- | -------------------- |
| 1    | 2007年12月14日 | ISBN 978-4-08-856789-1 | 2008年8月13日  | EAN 471-7702-21924-6 |
| 2    | 2008年4月15日  | ISBN 978-4-08-856807-2 | 2008年12月11日 | EAN 471-7702-21925-3 |
| 3    | 2008年9月12日  | ISBN 978-4-08-856839-3 | 2009年4月9日   | EAN 471-7702-21926-0 |
| 4    | 2008年11月14日 | ISBN 978-4-08-856851-5 | 2009年8月12日  | EAN 471-7702-22360-1 |